# Ast (Freising)

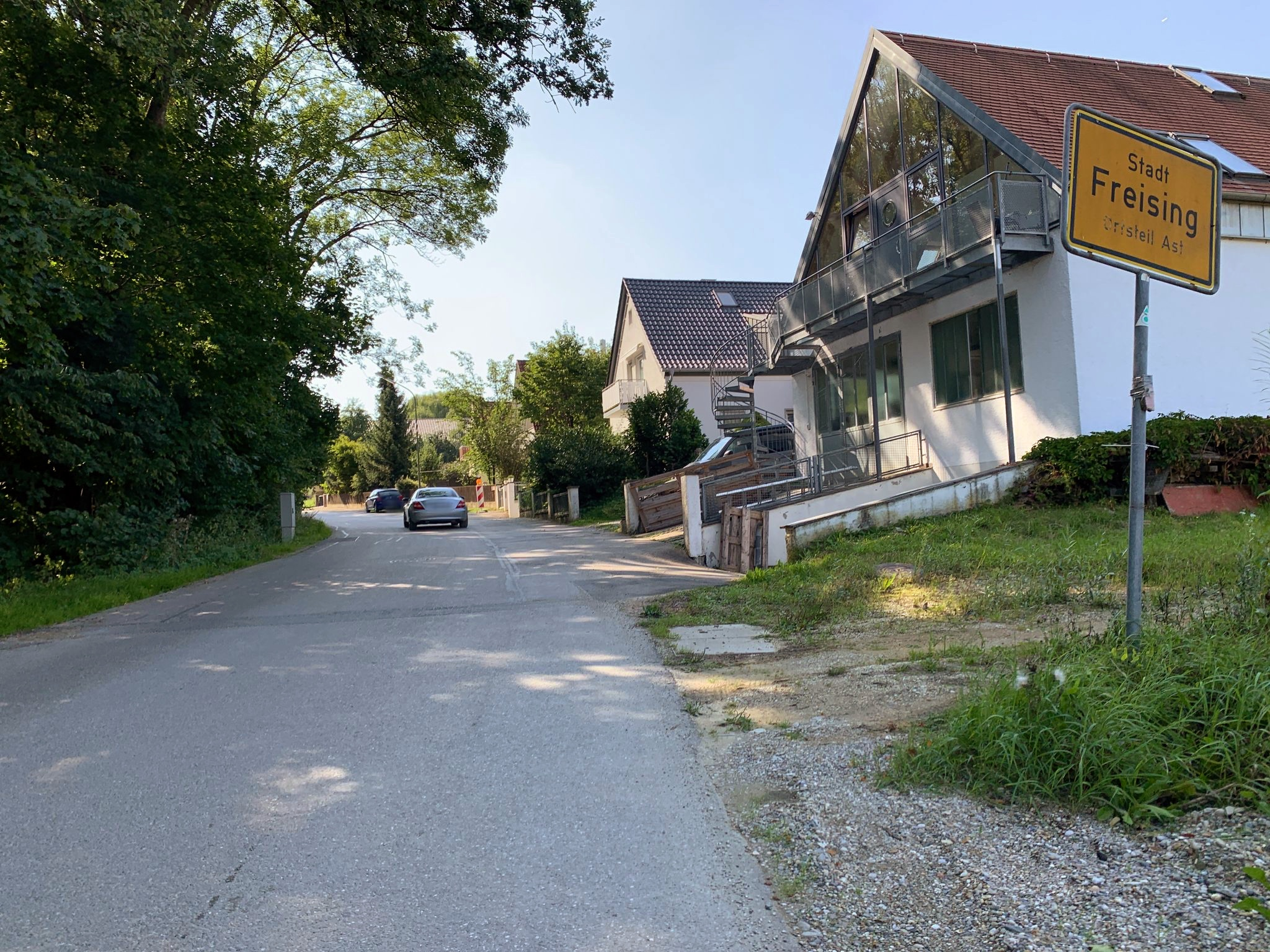
Ortsschild Ast (Freising)

Ast ist ein Stadtteil der Großen Kreisstadt Freising im Landkreis Freising, Oberbayern. 

## Lage
Ast liegt östlich von Tuching an der Hangkante, die den Rand der Münchner Schotterebene bildet. Nächster Ort im Osten ist Marzling. Am Fuß des bewaldeten Hanges verläuft die Staatsstraße 2350 (ehemalige B 11). Von Norden kommend führt die Nordostumgehung der Stadt Freising am Ort vorbei, die Ende 2020 in Betrieb ging.

## Geschichte
Ast lag bis zur Säkularisation in Bayern auf dem Territorium des Hochstifts Freising, die Landeshoheit hatte der Freisinger Fürstbischof. Von 1818 bis 1904 war der Ort ein Teil der Gemeinde Neustift. Am 1. Januar 1905 wurde die gesamte Gemeinde Neustift in die Stadt Freising eingegliedert.